# ユーログループ
| ブルガリア語:   | Еврогрупата         |
| スペイン語:     | Eurogrupo           |
| チェコ語:       | Euroskupina         |
| デンマーク語:   | Eurogruppen         |
| ドイツ語:       | Euro-Gruppe         |
| エストニア語:   | Eurorühma kohta     |
| ギリシア語:     | Ευρωομάδα           |
| 英語:           | Euro Group          |
| フランス語:     | Eurogroupe          |
| アイルランド語: | an nGrúpa Euro      |
| クロアチア語:   | Euroskupina         |
| イタリア語:     | Eurogruppo          |
| ラトビア語:     | Eurogrupu           |
| リトアニア語:   | Euro grupės         |
| ハンガリー語:   | Eurocsoportról      |
| マルタ語:       | il-Grupp ta' l-Euro |
| オランダ語:     | Eurogroep           |
| ポーランド語:   | Eurogrupa           |
| ポルトガル語:   | Eurogrupo           |
| ルーマニア語:   | Eurogrupul          |
| スロバキア語:   | Euroskupine         |
| スロベニア語:   | Euroskupini         |
| フィンランド語: | Euroryhmästä        |
| スウェーデン語: | Eurogruppen         |

ユーログループとは、ユーロを法定通貨とする欧州連合の加盟国であるユーロ圏各国の財務相による会合。通貨ユーロや、安定・成長協定などの欧州連合における通貨同盟にかかわる案件などに対する政治的な統制を担っている。ユーログループの議長を務めるのはイェルーン・ダイセルブルームである。
ユーログループの会合は欧州連合理事会の経済財政理事会の前日に行なわれる。ユーログループは経済財政理事会との関連があり、経済財政理事会におけるユーロ関連の案件にはユーログループの各国のみが採決に加わることになっている。またユーログループはリスボン条約の発効によって法的な根拠を持つようになった。

## 沿革
もともと「ユーログループ」という名称は正式なものではなく、口語的にそのように呼ばれるようになったものである。かつてはユーロを導入する欧州連合加盟国の数にあわせて Euro-X や Euro-XI などとも呼ばれていた。このユーログループは、フランスの求めによって、ユーロ圏にかかわる案件についての調整や協議の場として設けられた。1997年12月、欧州理事会はユーログループの設置を承認し、1998年6月4日、ルクセンブルクのゼニンゲン城でユーログループの初会合を開いた。
そもそもユーログループの議長は当期の欧州連合理事会議長国が担当し、当期の議長国がユーロ非導入国である場合には、ユーロ導入国である直後の議長国が務めることになっていた。2004年に各財務相は議長を選任することを決め、2008年には財務相ではなく政府首脳らによる会合を開いている。
通貨同盟の発足以降、ユーログループの役割はユーロの経済ガバナンスに関して大きくなっていった。ユーログループが経済財政理事会の直前に開かれるということは、経済財政理事会におけるユーロ圏に関する決定をユーログループであらかじめ決めておくということを示すものである。2009年、リスボン条約の発効によってユーログループとその議長が法定化された。

## 議長

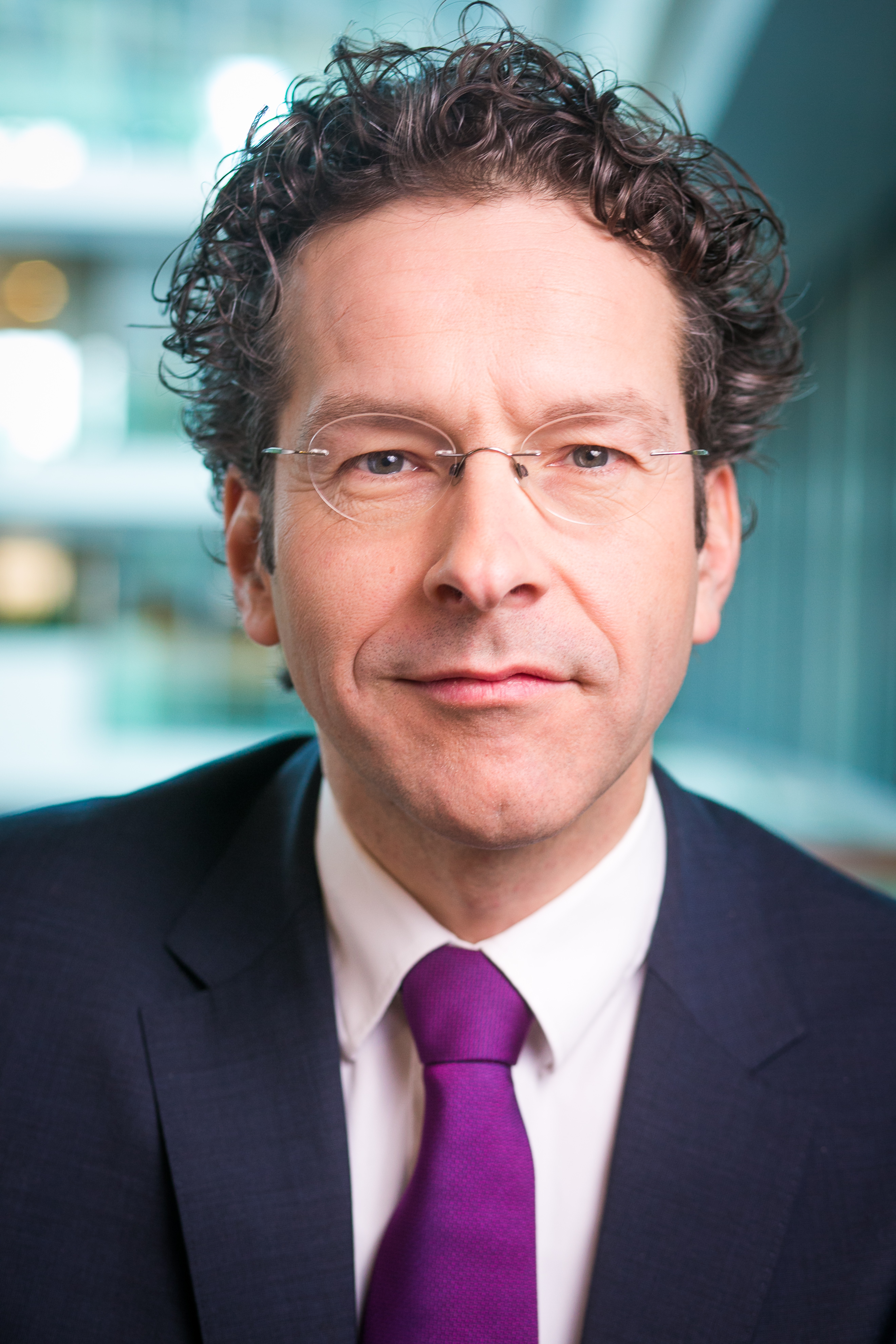
イェルーン・ダイセルブルーム

ユーログループの議長は「ミスター・ユーロ」などとも呼ばれ、2005年からルクセンブルクの首相であるジャン＝クロード・ユンケルが初の（半）常任議長を務めた。
2004年9月、ユーログループは任期を2年とする半常任の議長を置くことを決めた。そこでルクセンブルクの首相で当時は財務相も兼務していたユンケルを2005年1月1日から2006年12月31日までを任期とする初代議長に選出し、2006年9月にはユンケルの再任を決めている。リスボン条約では議長の選出が法定化され、ユンケルはさらに任期を重ねることとなった。
以前は欧州議会の会議に「たまたま」出席していたにすぎなかった議長は、ユンケルの選任によってユーログループの強化につながっていった。常任化してから、議長は6か月ごとに欧州議会の経済通貨委員会に出席している。
2010年にユーログループ議長に再任されると、ユンケルはとくに経済政策の調整や発信など、ユーログループの活動範囲を広げる必要があると強く主張している。ユンケルは会合の準備にあたる4,5人の欧州連合理事会の職員からなるユーログループの事務局の設置を提案している。しかしながらフランスやスペインはこれらの構想に支持を表明しているものの、ドイツはユーログループの強化によって欧州中央銀行の独立性が低下しかねないとして難色を示している。
2013年1月、ユンケルは4期8年にわたる長期在任を終えて議長を退任し、後任にはオランダの財務大臣であるイェルーン・ダイセルブルームが就任した。

## 構成
ユーログループの会合にはユーロ圏各国の財務相のほかに、欧州中央銀行総裁、欧州委員会の経済・通貨問題担当委員、ユーログループ作業グループ議長が参加する。
| 国・機関       | 参加者                           |                                | 国・機関                                   | 参加者 |
| -------------- | -------------------------------- | ------------------------------ | ------------------------------------------ | ------ |
| オーストリア   | ヨゼフ・プレル                   | マルタ                         | トーニオ・フェネク                         |        |
| ベルギー       | ディディエ・レンデルス           | オランダ                       | ヤン・ケース・デ・ヤーガー                 |        |
| キプロス       | カリラオス・スタヴラキス         | ポルトガル                     | フェルナンド・テイシェイラ・ドス・サントス |        |
| エストニア     | ユルゲン・リギ                   | スロバキア                     | ヤーン・ポチャテク                         |        |
| フィンランド   | ユルキ・カタイネン               | スロベニア                     | フランツ・クリジャニチ                     |        |
| フランス       | クリスティーヌ・ラガルド         | スペイン                       | エレナ・サルガド                           |        |
| ドイツ         | ヴォルフガング・ショイブレ       | 採決に加わらない参加者         | 採決に加わらない参加者                     |        |
| ギリシャ       | ギオルゴス・パパコンスタンティヌ | ユーログループ議長             | イェルーン・ダイセルブルーム               |        |
| アイルランド   | ブライアン・レニハン             | 中央銀行総裁                   | マリオ・ドラギ                             |        |
| イタリア       | ジュリオ・トレモンティ           | 経済・通貨問題担当委員         | オッリ・レーン                             |        |
| ルクセンブルク | リュク・フリーデン               | ユーログループ作業グループ議長 | トーマス・ヴィーサー                       |        |

## 法的根拠
リスボン条約が発効する以前は、ユーログループには法的根拠がなかった。くわえて理事会とは別の形態をとっていたことから、経済財政理事会と比べるとより建設的で機密が守られる議論ができるという有利な点もあった。さらにユーログループは理事会と異なって、議長が6か月ごとの持ち回りとなることが少なく、その機能がほかの機関と比べても効率的で強力なものであることになる。
2009年12月1日に発効したリスボン条約によってユーログループは正式に法的根拠を持つようになった。欧州連合条約および欧州連合の機能に関する条約の付属第14議定書で、2か条からなるユーログループに関する規定がうたわれている。
さらにリスボン条約では理事会の規定についても修正しており、経済財政理事会においてユーロ圏にしかかかわらないような案件の採決では、ユーロを導入している加盟国だけが採決に参加するように改められた。

## 対外的な代表
2008年4月15日、ユンケルは国際通貨基金における代表は各国がそれぞれで出すのではなく、ユーロ圏として出すべきだということを提案した。
（仮訳）ユーロ圏15か国が国際通貨基金にまとまって代表を出すことに合意しないなどというのはとんでもないことだ。そのようなことだと傍から見ればわれわれはじつにくだらないものに映るだろう。国際的な場でわれわれは道化のように扱われる。
ところが経済・通貨問題担当委員のホアキン・アルムニアは、単一の代表者が登場する前に、単一の政治指針が合意されるべきだと述べている。2010年1月、ユンケルは欧州委員会からユーログループが G20 の一員となるよう提案するべきだと示唆した。

## 経済運営
2008年、世界金融危機を踏まえフランス大統領ニコラ・サルコジは、ユーロ圏が存続するにはユーログループに代わって、ユーロ圏における「確固な経済運営機関」を創設するべきであるとの考えを明らかにした。ユーロ圏における経済運営機関の創設議論は欧州中央銀行が独立性を確保できるかという議論にかかわってくる。
このような機関は従来のユーログループのように財務相だけによるものではなく、欧州理事会のようにユーロ圏各国の政府首脳らによる定期的な会合という形態で創設されることが見込まれている。サルコジはその役割に「必要な民主的正当性は政府首脳のみがもつものだ」とした。経済運営機関の創設構想は、2008年にユーロ圏としての金融危機への対応を協議するために開かれたユーロ圏首脳会合を土台としていた。
しかしながらサルコジのような構想とは異なる案がかつてベルギー首相ヒー・フェルホフスタットから提示されていた。これは欧州統合に積極的ではない国から反対を受けるような案ではあるが、フェルホフスタットは欧州委員会に経済運営の主要な役割があると考えていたのである。さらにドイツは、経済危機への対応にかかる負担がドイツに大きいものであるとしてサルコジの構想に反対した。さらにユーログループ議長のユンケルは経済運営機関を創設するほどヨーロッパの統合は成熟していないと考えており、やはりサルコジの案に反対した。
このほかにも構造的欠陥を補うためにユーロ圏公債市場を創設してユーログループの管理下に置くというような案もある。この案では救済策の実施のさいのドイツの負担が軽減され、また調達された資金は金融機関の救済や欧州投資銀行ならびに欧州復興開発銀行の計画に用いられることになる。ユーログループの管理下におかれていてもユーロ圏公債市場の規制などは欧州中央銀行が担い、市場の創設によって統一され、支えられた金融システムができることになる。このシステムは従来の国債市場と並立することになり、またイギリスも参加する可能性がある。
2010年3月、ベルギー首相のイヴ・ルテルムはユーロ圏の公債を管理する「欧州債務管理機関」というユーロ圏における財務省の設置を提案した。またフランスやドイツなどはヨーロッパ版国際通貨基金の創設案が出された。この「欧州通貨基金」構想は欧州社会党も賛同しており、イタリア大統領ジョルジョ・ナポリターノも「欧州中央銀行や欧州連合の機関ではユーロ圏の国において不測の深刻な危機に対応するための単一のツール・ボックスがないということがはっきりとしている」と述べている。欧州委員会は欧州通貨基金の正式な創設案を準備質得るが、この構想に対して一部からは、リスボン条約の発効から間もない時期に基本条約の改定をしようとする動きがなく、非現実的であるという見方がなされている。つまるところ欧州通貨基金にせよ欧州債務管理機関にせよギリシャの財政危機への対処には間に合わないというみとオシがなされている。サルコジは「フランスはギリシャの側に立ち、断固とした対処をとっていく。ユーロはわれわれの通貨であり、結束を表すものである。この結束という表現に疑いの余地はないのである」とし、ユーロ圏からの脱落を認めれば単一通貨の創設は無駄だったということになると述べている。